# Гірськолижний спорт на зимових Олімпійських іграх 2010 — швидкісний спуск (чоловіки)
Змагання з швидкісного спуску серед чоловіків на зимових Олімпійських іграх 2010 пройшли 15 лютого, на два дні пізніше запланованого старту, до затримки спонукали несприятливі погодні умови (дощ). Змагання відбулися у Вістлер Кріксайд (Вістлер, Британська Колумбія). Спуск носив ім'я Дейва Мюррея і починався на висоті 1678 метрів над рівнем моря, а закінчувався на висоті 825 метрів, тобто загальний перепад висот становив 853 метри, а довжина траси — 3,105 кілометрів. Кількість воріт — 41. У змаганнях взяли участь 64 спортсмени з 28 країн світу.

## Призери
| Золото       | Срібло               | Бронза      |
| Дідьє Дефаго | Аксель Лунд Свіндаль | Боде Міллер |

## Перед стартом
Основними фаворитами змагань були лідери Кубку світу у заліку швидкісного спуску: швейцарці Дідьє Кюш, Карло Янка, а також канадець Мануель Осборн-Параді, який мав перевагу «домашньої траси». Міхаель Вальхгофер, Аксель Лунд Свіндаль та Боде Міллер також були серед головних фаворитів.
Олімпійський чемпіон 2006 року француз Антуан Денер'я закінчив кар'єру в 2007 році і в змаганнях участі не брав. Ще не один спортсмен в історії не зміг виграти змагання з швидкісного спуску серед чоловіків на Олімпійських іграх двічі.

### Становище лідерів Кубку світу у заліку швидкісного спуску (після 6 з 8 етапів)[1]
| Позиція |                       | Очки |
| ------- | --------------------- | ---- |
| 1.      | Дідьє Кюш             | 396  |
| 2.      | Карло Янка            | 308  |
| 3.      | Мануель Осборн-Параді | 235  |
| 4.      | Вернер Хель           | 226  |
| 5.      | Міхаель Вальхгофер    | 215  |

Переможці передолімпійських етапів Кубку світу сезону 2009/10: Дідьє Кюш — 2 (Зельден, Кіцбюель), Карло Янка — 2 (Бівер Крік, Венген), Мануель Осборн-Параді — 1 (Валь Гардена), Андрей Йерман — 1 (Борміо).

### Проблеми з погодою
Ще до початку Олімпійських ігор стало зрозуміло, що проблем з погодою не уникнути. Тепла погода, проблеми зі снігом, дощем, туманом, волога та пухка траса — все це призвело до переносу старту гірськолижних змагань з суботи на понеділок, 15 лютого. Але організатори змогли підготувати трасу, застосовуючи також і хімічні речовини для укріплення снігу на трасі.

## Хід змагань

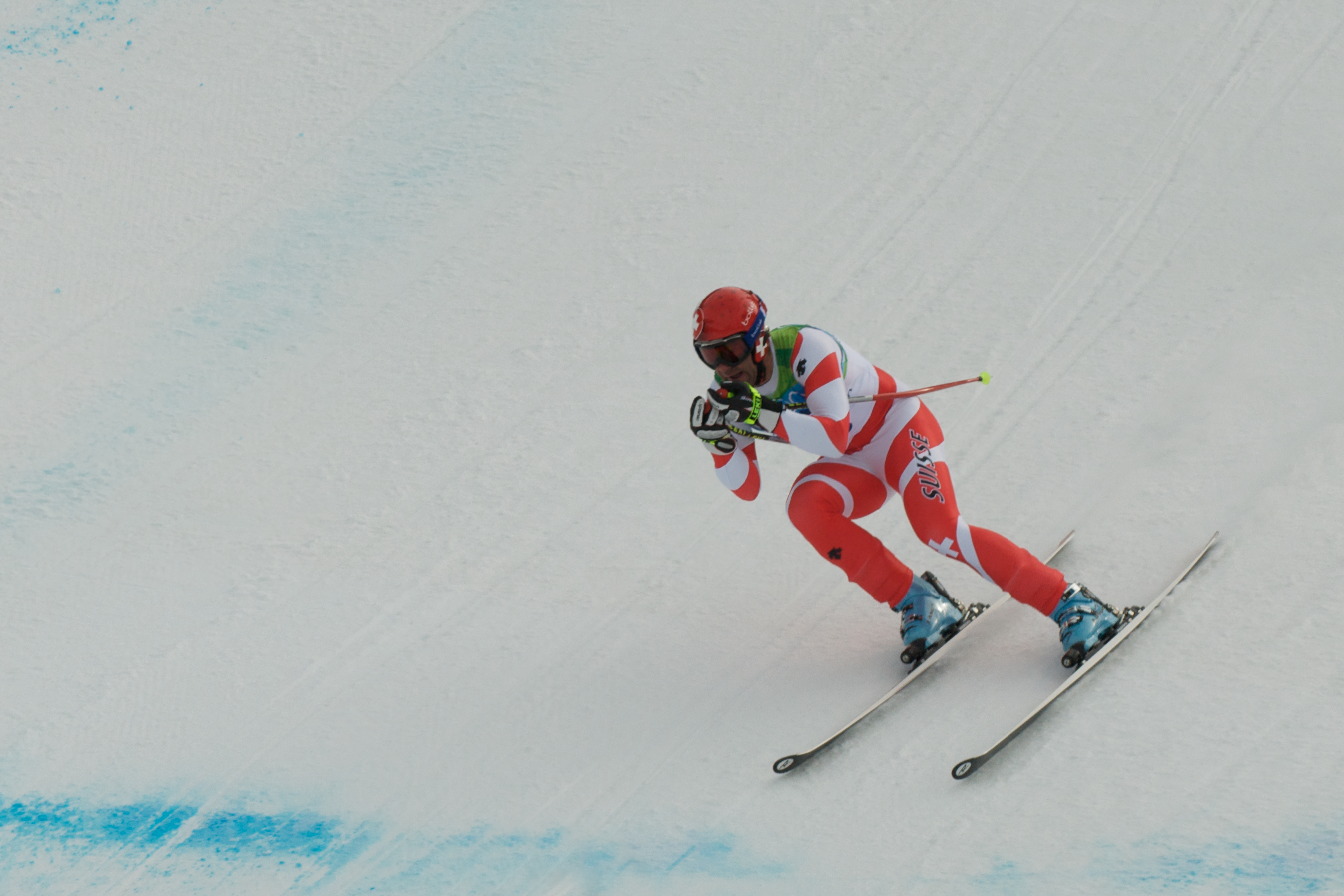
Переможний спуск Дідьє Дефаго.

Француз Давид Пуассон, що стартував третім, лідирував до того, як його час майже на півсекунди покращив американець Боде Міллер, що стартував восьмим. Потім Міллера змістили на третє місце спочатку норвежець Аксель Лунд Свіндаль під 16-м номером, а потім швейцарець Дідьє Дефаго під 18-м. Відразу після Дефаго канадець Мануель Осборн-Параді на середині спуску показав такий же проміжний час, як і Дефаго, але потім зробив помилку і посів підсумкове 17-те місце. Після Дідьє Кюша, що стартував під 22-м номером і на проміжній відсічці небагато відставав від Дефаго (підсумкове 6-те місце), ніхто зі спортсменів не зміг навіть наблизитися до графіка чемпіона. Треба відзначити високу щільність результатів — відразу 14 гірськолижників відстали від чемпіона менш, чим на 1 секунду, а всі 3 призера уклалися в 9 сотих секунди.
32-літній Дефаго став першим швейцарським олімпійським чемпіоном з гірськолижного спорту серед чоловіків після того, як у тому ж швидкісному спуску у 1988 році в Калгарі переміг Пірмін Цурбрігген. Норвежці ж зусиллями Свіндаля виграли вже 4-те срібло за останні 5 Олімпійських ігор у цьому виді програми, однак перемогти норвежцям у швидкісному спуску покищо жодного разу не вдалося. Міллер після двох срібних нагород у Солт-Лейк-Сіті у комбінації й гігантському слаломі виграв свою третю медаль уже у третій дисципліні. Цікаво, що для США ця медаль стала 32-ю в гірськолижному спорті за всю історію, але всього п'ятою бронзовою.

## Результати

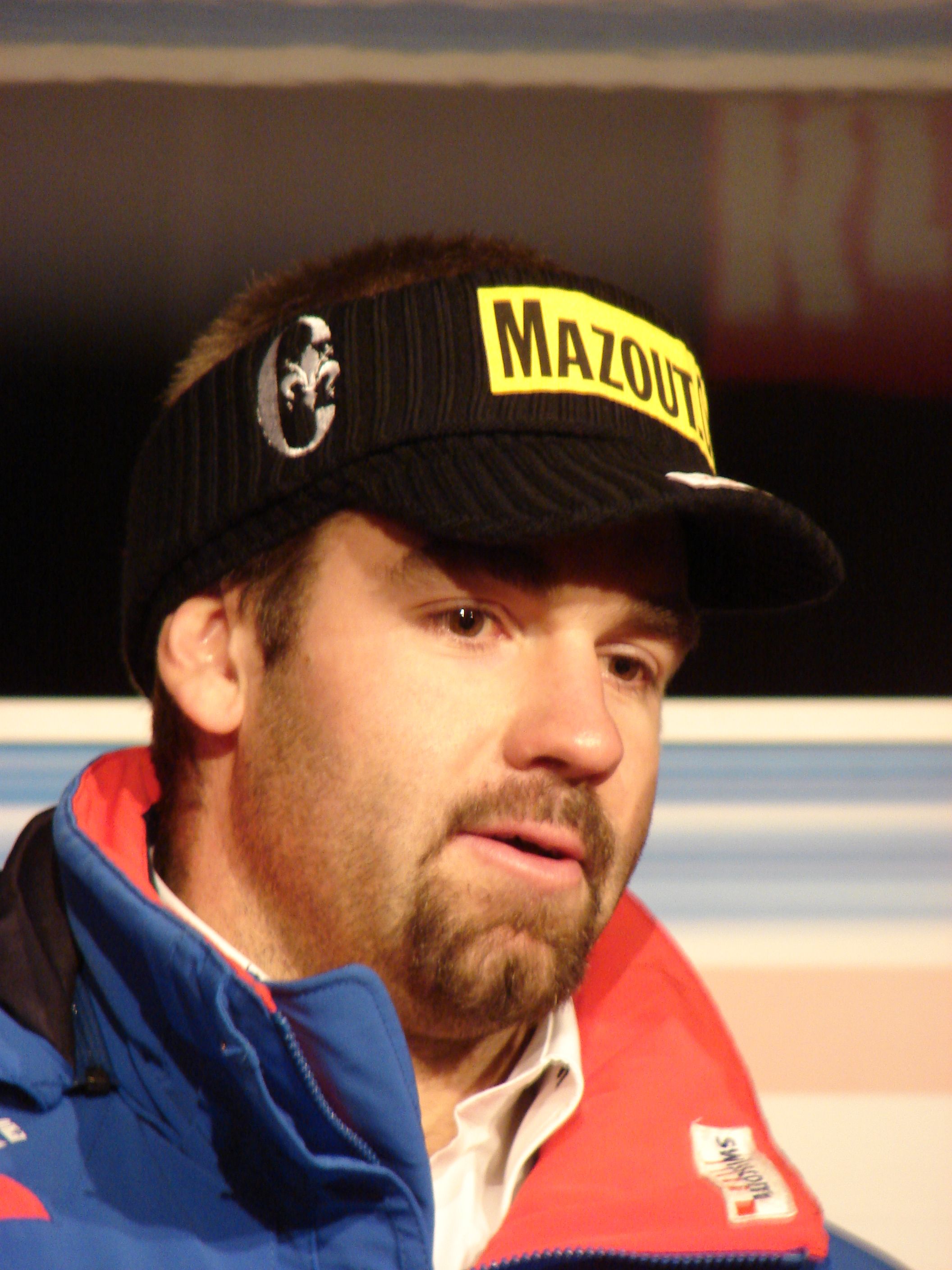
Олімпійський чемпіон Дідьє Дефаго.

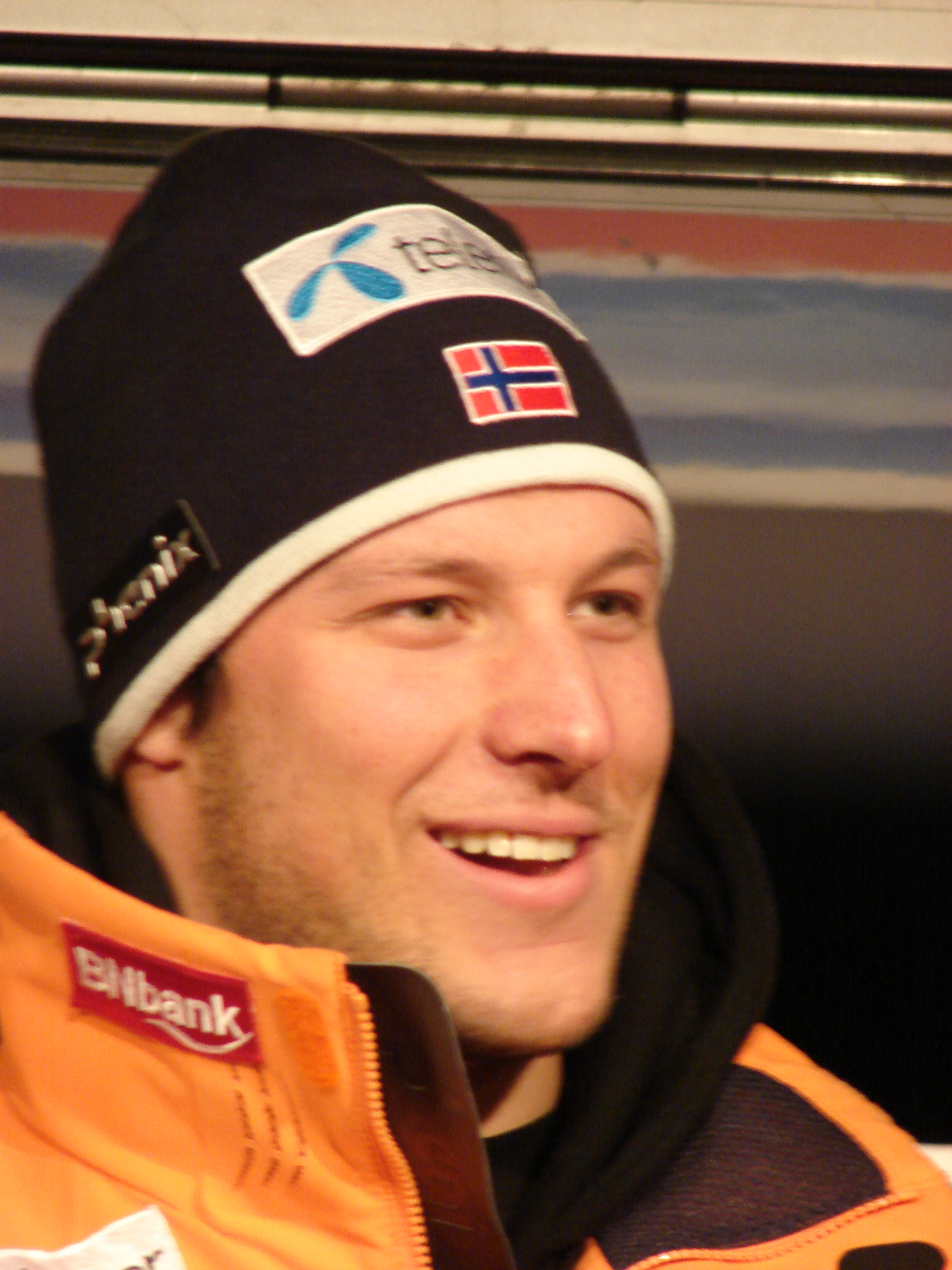
Аксель Лунд Свіндаль, срібний призер.

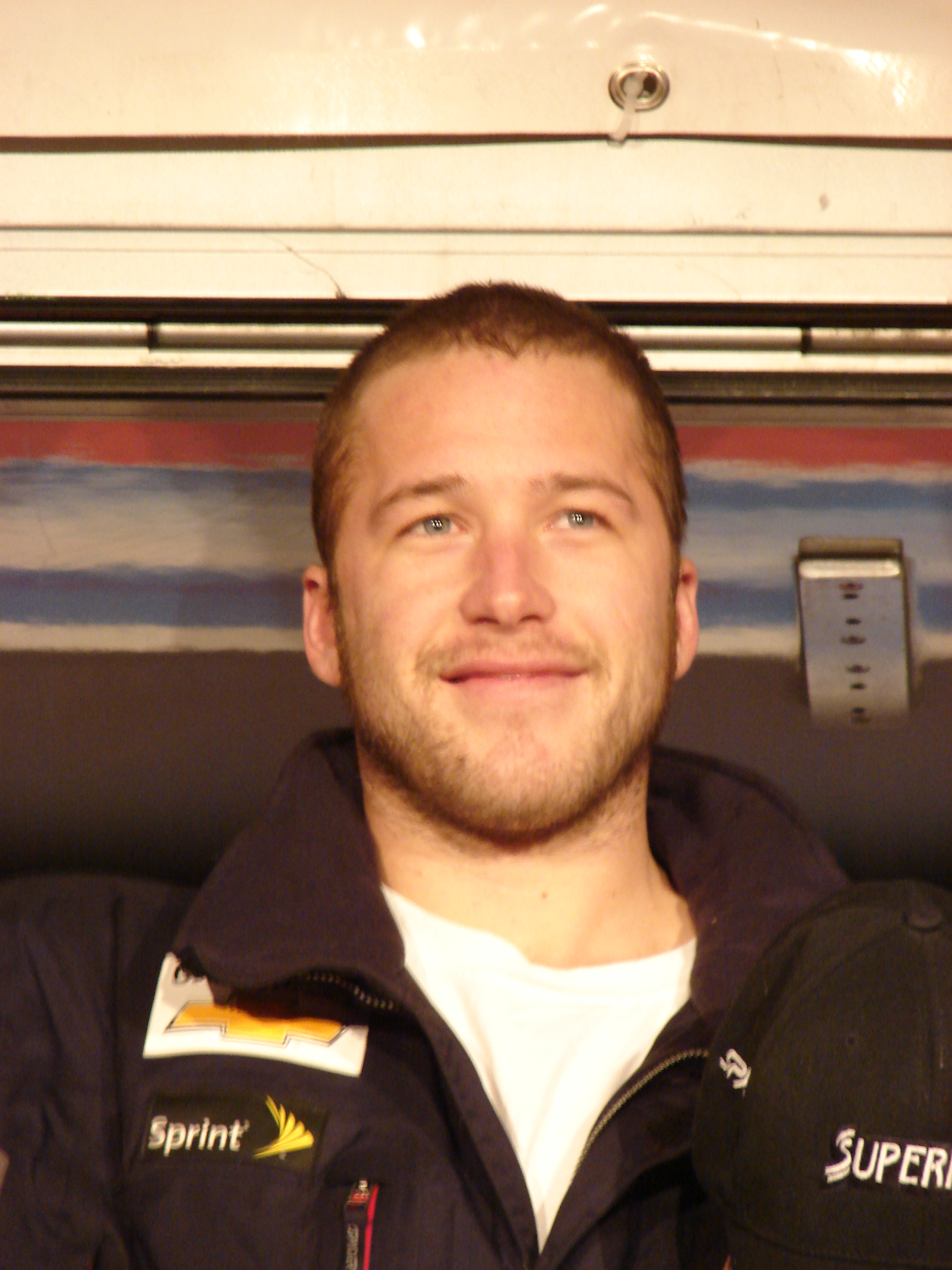
Боде Міллер, бронзовий призер.

| Місце | Стартовий номер | Спортсмен                      | Час     | Відставання |
| ----- | --------------- | ------------------------------ | ------- | ----------- |
| 01    | 18              | Дідьє Дефаго                   | 1:54,31 | 0,00        |
| 02    | 16              | Аксель Лунд Свіндаль           | 1:54,38 | 0,07        |
| 03    | 8               | Боде Міллер                    | 1:54,40 | 0,09        |
| 4     | 15              | Маріо Шайбер                   | 1:54,52 | 0,21        |
| 5     | 9               | Ерік Гей                       | 1:54,64 | 0,33        |
| 6     | 22              | Дідьє Кюш                      | 1:54,67 | 0,36        |
| 7     | 3               | Давід Пуассон                  | 1:54,82 | 0,51        |
| 8     | 10              | Марко Бюхель                   | 1:54,84 | 0,53        |
| 9     | 13              | Клаус Крель                    | 1:54,87 | 0,56        |
| 10    | 17              | Міхаель Вальххофер             | 1:54,88 | 0,57        |
| 11    | 20              | Карло Янка                     | 1:55,02 | 0,71        |
| 12    | 11              | Ганс Олссон                    | 1:55,19 | 0,88        |
| 12    | 21              | Вернер Хель                    | 1:55,19 | 0,88        |
| 14    | 33              | Рок Перко                      | 1:55,26 | 0,95        |
| 15    | 25              | Петер Філл                     | 1:55,29 | 0,98        |
| 16    | 26              | Адрієн То                      | 1:55,40 | 1,09        |
| 17    | 19              | Мануель Осборн-Параді          | 1:55,44 | 1,13        |
| 18    | 30              | Івиця Костелич                 | 1:55,49 | 1,18        |
| 19    | 24              | Крістоф Іннергофер             | 1:55,58 | 1,27        |
| 20    | 6               | Стівен Німан                   | 1:55,71 | 1,40        |
| 21    | 4               | Ендрю Вайбрехт                 | 1:55,74 | 1,43        |
| 22    | 2               | Ганс Ґрюґер                    | 1:55,81 | 1,50        |
| 23    | 14              | Амброзі Гоффман                | 1:56,04 | 1,73        |
| 24    | 32              | Штефан Кепплер                 | 1:56,11 | 1,80        |
| 25    | 31              | Ян Гудек                       | 1:56,19 | 1,88        |
| 26    | 34              | Гільєрмо Файє                  | 1:56,20 | 1,89        |
| 27    | 28              | Жоан Кларе                     | 1:56,29 | 1,98        |
| 28    | 12              | Андрей Єрман                   | 1:56,35 | 2,04        |
| 29    | 1               | Патрік Яербін                  | 1:56,58 | 2,27        |
| 30    | 38              | Ондржей Банк                   | 1:56,66 | 2,35        |
| 31    | 42              | Ларс Елтон Мюре                | 1:56,69 | 2,38        |
| 31    | 36              | К'єтіль Янсруд                 | 1:56,69 | 2,38        |
| 33    | 5               | Натко Жрнчіч-Дім               | 1:57,02 | 2,71        |
| 34    | 39              | Крейг Бренч                    | 1:57,19 | 2,88        |
| 35    | 29              | Патрік Штаудахер               | 1:57,21 | 2,90        |
| 36    | 35              | Петр Загробський               | 1:57,44 | 3,13        |
| 37    | 40              | Андрей Крижай                  | 1:57,72 | 3,41        |
| 38    | 43              | Едвард Дрейк                   | 1:57,91 | 3,60        |
| 39    | 45              | Джоно Брауер                   | 1:58,08 | 3,77        |
| 40    | 48              | Криштоф Кризль                 | 1:58,43 | 4,12        |
| 41    | 52              | Іван Раткич                    | 1:58,58 | 4,27        |
| 42    | 37              | Андреас Ромар                  | 1:58,71 | 4,40        |
| 43    | 50              | Маркус Ларссон                 | 1:58,82 | 4,51        |
| 44    | 41              | Ферран Терра                   | 1:58,85 | 4,54        |
| 45    | 51              | Олександр Хорошилов            | 1:59,21 | 4,90        |
| 46    | 55              | Трульс Уве Карлсен             | 1:59,52 | 5,21        |
| 47    | 54              | Кевін Естеве Рігайль           | 1:59,61 | 5,30        |
| 48    | 58              | Рохер Відоса                   | 1:59,65 | 5,34        |
| 49    | 44              | Мауї Гайме                     | 1:59,76 | 5,45        |
| 50    | 46              | Ігор Закурдаєв                 | 1:59,80 | 5,49        |
| 51    | 49              | Паул де ла Куеста              | 1:59,84 | 5,53        |
| 52    | 59              | Ярослав Бабусяк                | 1:59,99 | 5,68        |
| 53    | 56              | Джонні Альбертсен              | 2:00,12 | 5,81        |
| 54    | 63              | Степан Зуєв                    | 2:00,58 | 6,27        |
| 55    | 47              | Крістіан Хав'єр Сімарі Біркнер | 2:01,67 | 7,36        |
| 56    | 61              | Хорхе Мандру                   | 2:01,72 | 7,41        |
| 57    | 53              | Філіп Трейбал                  | 2:02,57 | 8,26        |
| 58    | 57              | Робертс Роде                   | 2:03,36 | 9,05        |
| 59    | 64              | Андрій Дригін                  | 2:04,44 | 10,13       |
| —     | 7               | Андрей Спорн                   | DNF     |             |
| —     | 23              | Роббі Діксон                   | DNF     |             |
| —     | 60              | Драгош Стайку                  | DNF     |             |
| —     | 62              | Стефан Георгієв                | DNF     |             |
| —     | 27              | Марко Салліван                 | DSQ     |             |

- DNF — не фінішував
- DSQ — дискваліфікований